# Roger Cocteau-Gallois
Pour les articles homonymes, voir Cocteau (homonymie) et Gallois (homonymie).
Roger Cocteau (alias Commandant Gallois), né le 12 juin 1905 dans le 7e arrondissement de Paris et mort le 6 août 1995 à Poissy, est un militaire et résistant français.

## Biographie
Albert René Roger Cocteau est le cousin de Jean Cocteau, le fils d'un notaire parisien et le petit-fils de l'armateur nantais Fernand Crouan.
Élève à l'école des Roches, à Verneuil-sur-Avre (promotion 1924 "Bien armé pour la vie"), il s'engage dans le scoutisme et dans l'armée en 1924 dans un régiment de chars de combat. Lieutenant de blindé et de cavalerie, puis capitaine, il prend part à la campagne de 1940.
Après sa démobilisation le 15 août 1940, il fait le trajet de Pau à Paris à bicyclette afin de reprendre contact avec tous les gens qu'il connaît le long de la ligne de démarcation et organise une filière d'évasion dont il s'occupe jusqu'en 1941.
Il entre également en contact avec Depret-Bixio, un officier de renseignement ayant appartenu au Deuxième Bureau. Après l'arrestation de Depret-Bixio, Cocteau récupère ses contacts, dont Henri Bourdeau de Fontenay.
Roger Cocteau rejoint le mouvement Ceux de la Résistance (CDLR), où il est chargé du ravitaillement des maquis jusqu'à octobre 1943, puis il y est chargé de l'organisation des maquis de la région C (Marne, Aisne, Ardennes).
Il devient l'adjoint de Pierre Arrighi en 1943.
Vogüé lui confie le commandement militaire de la région de Paris.
Membre du comité directeur de CDLR, il s'occupe principalement de l'organisation militaire de CDLR et représente le CDLR à l'état-major régional de l'Armée secrète de la région P1 (Seine, Seine-et-Oise, Seine-et-Marne, Oise), en qualité de chef du 1er bureau, en novembre 1943.
Au printemps 1944, lorsque le problème se pose de savoir qui de Rol-Tanguy ou de Cocteau succédera à André Rondenay en tant que chef régional des Forces françaises de l'intérieur (FFI), Cocteau laisse sa place à Rol, se sachant non soutenu par les communistes. Cocteau devient alors le chef d'état-major de Rol-Tanguy et chef militaire de CDLR pour l'Île-de-France.
Il est envoyé en mission pour joindre les Forces alliées et réussit à traverser les lignes et à joindre le général Patton, qui l'envoie auprès du général Bradley, de qui il obtient l'envoi de la Division Leclerc en vue de la Libération de Paris.
Après la Guerre, il se charge de la liquidation nationale du mouvement CDLR et devient membre de la Commission nationale de la Résistance intérieure française (jusqu'à sa dissolution), puis membre de la Commission nationale consultative de la Résistance (lors de sa création en 1970), dont il devient vice-président en 1979.
Il est promu commandeur de la Légion d'honneur en 1960.
Son personnage est joué par Pierre Vaneck dans le film Paris brûle-t-il ?.

## Sources
- Jean-François Muracciole, La Libération de Paris: 19-26 août 1944, éditions La Martinière - 208 pages
- Biographie de Roger Cocteau sur le site du Musée de la Résistance